# Macrozamia communis
Macrozamia communis är en kärlväxtart som beskrevs av Lawrence Alexander Sidney Johnson. Macrozamia communis ingår i släktet Macrozamia och familjen Zamiaceae. IUCN kategoriserar arten globalt som livskraftig. Inga underarter finns listade i Catalogue of Life.

## Bildgalleri

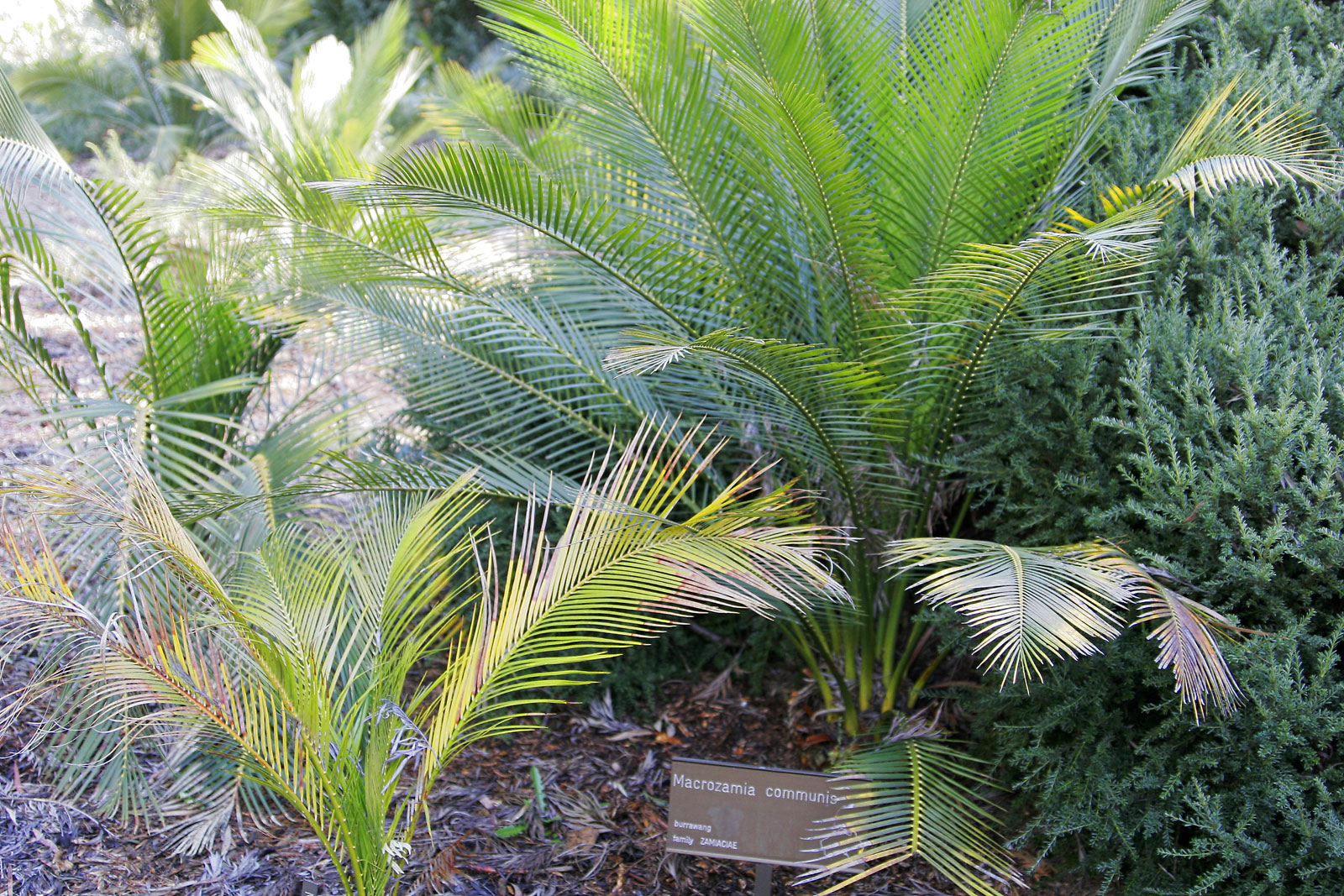
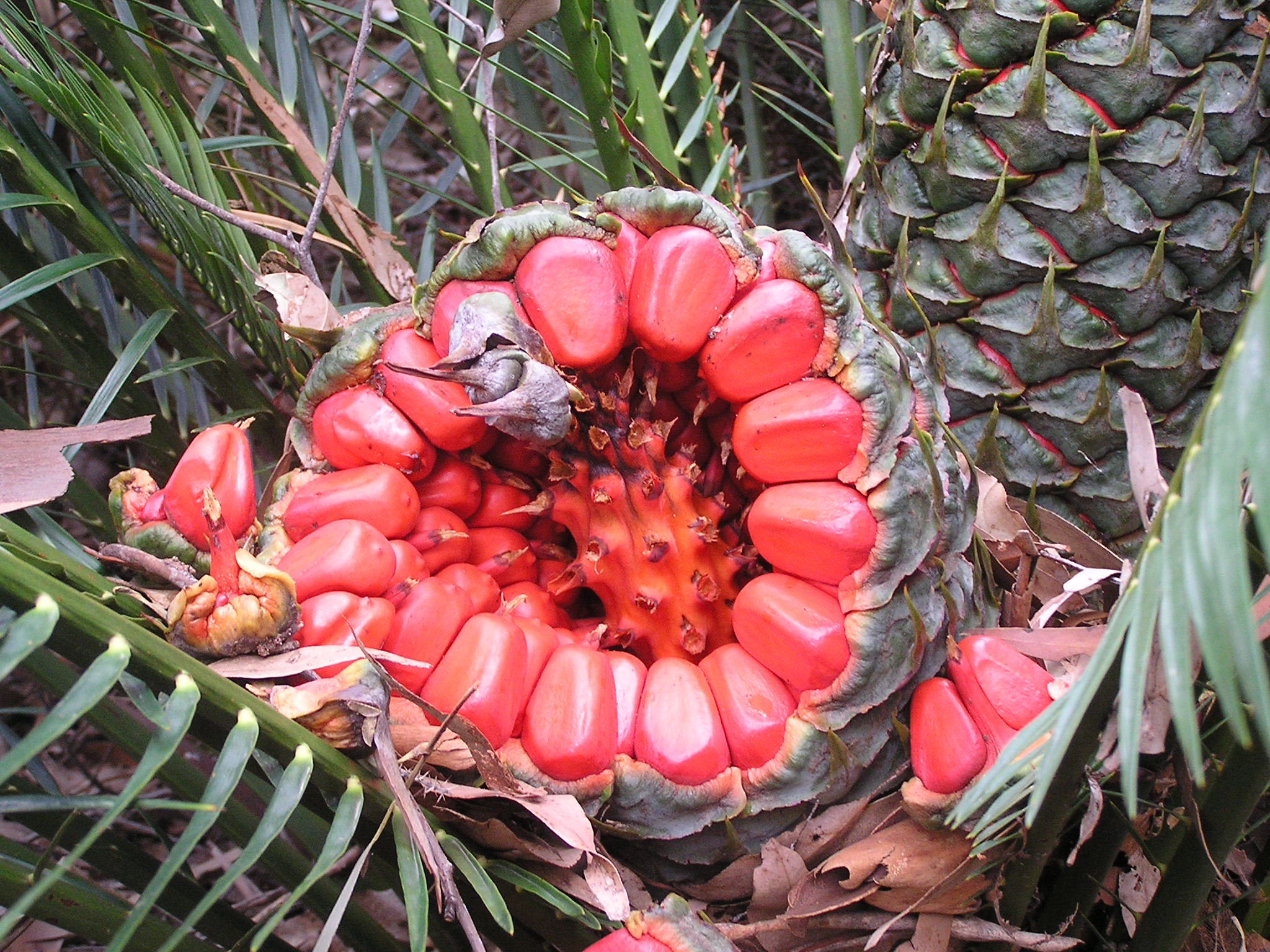